# Joseph Saint-Gal
Pour les articles homonymes, voir Saint-Gal (homonymie).
 (janvier 2024).
La mise en forme du texte ne suit pas les recommandations de Wikipédia : il faut le « wikifier ».
Les points d'amélioration suivants sont les cas les plus fréquents :
- Les titres sont pré-formatés par le logiciel. Ils ne sont ni en capitales, ni en gras.
- Le texte ne doit pas être écrit en capitales (les noms de famille non plus), ni en gras, ni en italique, ni en « petit »…
- Le gras n'est utilisé que pour surligner le titre de l'article dans l'introduction, une seule fois.
- L'italique est rarement utilisé : mots en langue étrangère, titres d'œuvres, noms de bateaux, etc.
- Les citations ne sont pas en italique mais en corps de texte normal. Elles sont entourées par des guillemets français : « et ».
- Les listes à puces sont à éviter, des paragraphes rédigés étant largement préférés. Les tableaux sont à réserver à la présentation de données structurées (résultats, etc.).
- Les appels de note de bas de page (petits chiffres en exposant, introduits par l'outil «  Source ») sont à placer entre la fin de phrase et le point final[comme ça].
- Les liens internes (vers d'autres articles de Wikipédia) sont à choisir avec parcimonie. Créez des liens vers des articles approfondissant le sujet. Les termes génériques sans rapport avec le sujet sont à éviter, ainsi que les répétitions de liens vers un même terme.
- Les liens externes sont à placer uniquement dans une section « Liens externes », à la fin de l'article. Ces liens sont à choisir avec parcimonie suivant les règles définies. Si un lien sert de source à l'article, son insertion dans le texte est à faire par les notes de bas de page.
- La présentation des références doit suivre les conventions bibliographiques. Il est recommandé d'utiliser les modèles {{Ouvrage}}, {{Chapitre}}, {{Article}}, {{Lien web}} et/ou {{Bibliographie}}. Le mode d'édition visuel peut mettre en forme automatiquement les références.
- Insérer une infobox (cadre d'informations à droite) n'est pas obligatoire pour parachever la mise en page.

Pour une aide détaillée, merci de consulter Aide:Wikification.
Si vous pensez que ces points ont été résolus, vous pouvez retirer ce bandeau et améliorer la mise en forme d'un autre article.
Marie Joseph Saint-Gal est un botaniste français né le 1er février 1841 à Redon et décédé le 20 février 1932 à Rennes.

## Biographie
Né à Redon, son père est conducteur des Ponts et Chaussées. Il entre en 1860 à l’École Impériale d’Agriculture de Grand-Jouan à Nozay, il est  diplômé en 1863. Il effectue un stage à Thorigné chez la princesse Baciocchi à sa sortie de l'École. Il devient répétiteur-préparateur de génie rural et de botanique-sylviculture en 1864 puis exerce en tant qu'enseignant à l'école impériale d'agriculture de Grignon en 1869 où il reste un an. Devenu professeur de la chaire de botanique et sylviculture, il revient à l'école nationale d'agriculture de Grandjouan en 1870, où il est également président de l’Association amicale des Anciens Elèves créée en 1863. Il s'installe à Rennes en 1895. En 1901, il part en retraite et s'installe faubourg de Fougères. Il décède en février 1932. 
Gaston Genevier l'ajoute en dédicace de son ouvrage l’Essai monographique paru en 1881.

## Œuvres
Il est auteur de plusieurs ouvrages de botanique, dont un ouvrage sur le recensement de la flore des environs de Grandjouan à Nozay, ainsi qu'un ouvrage sur l'étude de la circulation de la sève dans les plantes. 
Il a planté en 1865 un séquoia géant (wellingtonia gigantéa) sur le terrain de l'école de Grandjouan à Nozay, toujours présent en 2015 mesurant 30,50 mètres de hauteur pour une circonférence de 6,40 mètres à un mètre du sol.

## Distinctions
Il reçoit la Légion d’honneur le 30 juillet 1894. Il a été chevalier du mérite agricole puis officier du mérite agricole en juillet 1891, médaille d'or à l'Exposition Universelle de 1900.